# Mr. Newman
Mr. Newman è un EP degli Scisma, pubblicato nel 2015.

## Tracce
1. Mr. Newman – 3:44
2. Neve e resina – 4:33
3. Darling, darling! – 5:08
4. Musica elementare – 4:53
5. Metafisici – 4:39
6. Stelle, stelle, stelle – 5:46

## Formazione

### Gruppo
- Sara Mazo - voce e cori
- Giorgia Poli - basso e cori
- Michela Manfroi - pianoforte, mellotron, sintetizzatore e glockenspiel
- Paolo Benvegnù -  voce, cori, chitarra elettrica e programmazioni
- Giovanni Ferrario - chitarre acustica ed elettrica, mellotron, basso e programmazioni
- Beppe Mondini - batteria e percussioni
- Marco Tagliola - programmazioni e telefonata

### Ospiti
- Sebastiano De Gennaro - vibrafono in “Stelle, stelle, stelle”
- Daniele Richiedei violino in “Darling, darling!”
- Alessandro “Asso” Stefana chitarra acustica in “Neve e resina”, chitarra elettrica in “Stelle, stelle, stelle”